# Milton Keynes Dons Football Club 2013-2014
Questa voce raccoglie le informazioni riguardanti il Milton Keynes Dons Football Club nelle competizioni ufficiali della stagione 2013-2014.

## Divise e sponsor
| Casa | Trasferta | Terza divisa |

## Rosa
| N. |                             | Ruolo | Calciatore                |
| -- | --------------------------- | ----- | ------------------------- |
| 1  | Inghilterra (bandiera)      | P     | David Edward Martin       |
| 2  | Inghilterra (bandiera)      | D     | Jon Otsemobor             |
| 3  | Inghilterra (bandiera)      | D     | Dean Lewington (capitano) |
| 4  | Irlanda del Nord (bandiera) | D     | Tom Flanagan              |
| 5  | Irlanda del Nord (bandiera) | D     | Lee Hodson                |
| 6  | Irlanda (bandiera)          | C     | Shaun Williams            |
| 7  | Irlanda (bandiera)          | C     | Stephen Gleeson           |
| 8  | Irlanda (bandiera)          | C     | Darren Potter             |
| 9  | Inghilterra (bandiera)      | A     | Dean Bowditch             |
| 10 | Inghilterra (bandiera)      | C     | Luke Chadwick             |
| 11 | Inghilterra (bandiera)      | C     | Alan Smith                |
| 12 | Inghilterra (bandiera)      | C     | Ben Reeves                |
| 13 | Inghilterra (bandiera)      | A     | Izale McLeod              |

| N. |                        | Ruolo | Calciatore           |
| -- | ---------------------- | ----- | -------------------- |
|    | Inghilterra (bandiera) | A     | Ryan Lowe            |
|    | Inghilterra (bandiera) | A     | Patrick Bamford      |
|    | Irlanda (bandiera)     | P     | Ian McLoughlin       |
| 17 | Inghilterra (bandiera) | A     | Daniel Powell        |
| 18 | Inghilterra (bandiera) | C     | George Baldock       |
| 19 | Inghilterra (bandiera) | C     | Brendan Galloway     |
| 21 | Inghilterra (bandiera) | C     | Jason Banton         |
| 22 | Irlanda (bandiera)     | C     | Samir Carruthers     |
| 24 | Inghilterra (bandiera) | D     | Antony Kay           |
|    | Inghilterra (bandiera) | D     | Jordan Spence        |
|    | Inghilterra (bandiera) | C     | Larnell Cole         |
|    | Inghilterra (bandiera) | C     | Mark Leonard Randall |
|    | Inghilterra (bandiera) | A     | Dale Jennings        |

## Risultati

### Football League One
| Preston 17 agosto 2013, ore 15:00 BST 3ª giornata | Preston N.E. | 2 – 2 | MK Dons | Deepdale (9 994 spett.)\| Arbitro: \| Mark Brown \| |
| Arbitro:                                          | Mark Brown   |       |         |                                                     |

| Gillingham 5 ottobre 2013, ore 15:00 BST 10ª giornata | Gillingham      | 3 – 2 | MK Dons | Priestfield Stadium (5 410 spett.)\| Arbitro: \| James Linington \| |
| Arbitro:                                              | James Linington |       |         |                                                                     |

| Colchester 26 novembre 2013, ore 19:45 GMT 18ª giornata | Colchester Utd | 3 – 1 referto | MK Dons | Colchester Community Stadium (2 597 spett.)\| Arbitro: \| Tim Robinson \| |
| Arbitro:                                                | Tim Robinson   |               |         |                                                                           |

| Milton Keynes 1 gennaio 2014, ore 15:00 GMT 24ª giornata | MK Dons            | 0 – 0 referto | Colchester Utd | Stadium MK (7 879 spett.)\| Arbitro: \| Charles Breakspear \| |
| Arbitro:                                                 | Charles Breakspear |               |                |                                                               |

| Milton Keynes 25 marzo 2014, ore 19:45 GMT 39ª giornata | MK Dons    | 0 – 1 | Gillingham | Stadium MK (6 760 spett.)\| Arbitro: \| Carl Berry \| |
| Arbitro:                                                | Carl Berry |       |            |                                                       |